# Dablot Prejjesne
Dablo (también llamado Dablot Prejjesne) es una familia de juegos de mesa de estrategia para dos jugadores del pueblo sami. Se han jugado diferentes variantes del juego en diferentes partes de Sápmi.

## Denominación
La palabra "dablo" es un intento en lenguas no sami de escribir la palabra Sami del Sur daabloe y la palabra Sami de Lule dábllo. Esta palabra en realidad solo significa "juego de mesa" o "tablero de juego". En sami del sur, daabloe también puede significar "patrón de cuadrícula".
Otro término para el juego es dablot prejjesne, que se encuentra en la ortografía moderna sami del sur daablodh prejjesne. Esto simplemente significa "jugar un juego de mesa en un tablero", en contraposición a daablodh duoljjesne, una variante infantil del juego que se juega en una piel de reno en lugar de un tablero.
Es probable que el juego haya tenido otro nombre que estos entre los sami, pero investigadores ajenos a los sami confundieron el nombre de la actividad general "juegos de mesa" con el nombre de los juegos concretos. Esto también se hizo cuando investigadores ajenos a los sami escribieron las reglas para el juego de tafl sami ahora llamado Tablut. En ese caso, la palabra lule sámi dábllut ("jugar un juego de mesa") se confundió con el nombre del juego.
En los Sami del Norte, al Dablo se le conoce como cuhkka, una palabra que significa "roto" o "destruido". Se dice que el jugador que pierde el juego es "cuhkka", cf. Jaque Mate.

## Descripción
A continuación se describe una versión de la variante del juego Sami del Sur, y no es representativa de otras variantes de dablo.
El pueblo Sami está representado en este juego con una pieza que representa al Rey Sami ("gånneka"), una pieza que representa al Príncipe Sami ("gånnekan alke") y 28 piezas que representan a sus soldados o guerreros ("dårake"). Los terratenientes están representados con una pieza que representa al terrateniente, una pieza que representa al hijo del terrateniente y 28 piezas que representan a sus campesinos. El juego es un pariente de Damas y Alquerque. Las piezas saltan unas sobre otras para capturar. Sin embargo, las similitudes básicamente terminan ahí. En Damas y Alquerque, cualquier pieza puede capturar cualquier pieza enemiga, ya sea que esa pieza enemiga sea un Rey o no. En Dablot Prejessne, las piezas solo pueden capturarse entre sí si son del mismo rango o inferior. No pueden capturar piezas de un rango superior. El Rey Sami y el terrateniente son las piezas de mayor rango y tienen el mismo rango, por lo tanto, pueden capturarse entre sí y todas las demás piezas. El Príncipe Sami y el hijo del terrateniente son las segundas piezas mejor clasificadas y tienen el mismo rango. El Príncipe Sami no puede capturar al terrateniente y, de igual forma, el hijo del terrateniente no puede capturar al Rey Sami. Sin embargo, pueden capturarse entre sí y todas las demás piezas. Los 28 soldados o guerreros y los 28 campesinos son las piezas de menor rango. Los 28 soldados o guerreros no pueden capturar al terrateniente ni al hijo del terrateniente. Asimismo, los 28 campesinos no pueden capturar al Rey Sami ni al Príncipe Sami. Sin embargo, pueden capturarse entre sí. Todas las piezas se mueven por igual y pueden moverse y capturar en cualquier dirección. No hay promoción de piezas en Dablot Prejjesne.
Su pariente más cercano en la familia de damas pueden ser las Damas Italianas y el Damone Italiano. En todos estos juegos, una pieza de rango inferior no puede capturar una pieza de rango superior. Sin embargo, en Dablot Prejjesne los rangos están predeterminados y nunca cambian, mientras que, en las damas italianas, las piezas deben ascender a Rey para obtener un rango más alto. En italiano Damone también hay piezas clasificadas predeterminadas, sin embargo, se juega en un tablero de borrador de 8 x 8 con muchas menos piezas en comparación con Dablot Prejjesne.
El tablero utilizado es muy similar al de Kharbaga. La diferencia es que en Kharbaga, el tablero es de 4 x 4 o 5 x 5, mientras que en Dablot Prejjesne, el tablero es de 6 x 7.

## Objetivo
Un jugador gana si captura todas las piezas de su oponente. Hay condiciones ganadoras adicionales comunes en las variantes; consulte la sección de reglas a continuación. Un empate es posible de mutuo acuerdo o después de una serie de turnos realizados por cada jugador sin una captura.

## Equipo
El tablero utilizado es un tablero de cuadrícula de 6 (ancho) x 7 (largo) con líneas diagonales que atraviesan cada "cuadrado" del tablero. Las piezas se colocan en las intersecciones entre líneas de cuadrícula similares a Alquerque y sus variantes, en lugar de dentro de los espacios cuadrados como en otras variantes de Damas.
Cada jugador tiene 30 piezas en total. Un jugador juega tradicionalmente la tribu Sami, que pueden ser las piezas de color rojo o blanco, y un jugador juega el grupo de terratenientes, que son las piezas de color negro.
La tribu Sami consta de 1 pieza Sami Rey, 1 pieza Príncipe Sami y 28 soldados o guerreros (a los que se hace referencia como soldados en este artículo).
El grupo de terratenientes consta de 1 pieza de terrateniente, 1 pieza de Hijo de Terrateniente y 28 campesinos.
Para simplificar, las piezas de ambos bandos se pueden denominar por los nombres del bando Sami (Rey, Príncipe y Soldados), ya que la distinción entre los nombres de las piezas de cada bando no tiene un significado significativo en el juego. Sin embargo, este artículo utilizará los nombres apropiados para cada lado.

## Reglas
1. Los jugadores deciden qué colores jugar y quién comienza primero.
2. Los 28 soldados o campesinos se colocan inicialmente en la mitad del tablero de cada jugador, en cada intersección de las líneas de cuadrícula de los primeros 5 rangos (incluidas las intersecciones de las diagonales entre la cuadrícula ortogonal "principal"). El Príncipe Sami se coloca en el sexto rango, en la intersección de las diagonales en el extremo derecho del jugador. El Rey Sami se coloca en el séptimo rango, en el borde derecho del tablero (consulte la imagen de arriba y el primer enlace externo a continuación para obtener una descripción visual de la configuración inicial para la tribu Sami y el grupo de terratenientes). De manera similar, el Hijo del Terrateniente y el Terrateniente se colocan en el extremo derecho del jugador en el sexto y séptimo rango, respectivamente.
3. Todas las piezas se mueven por igual. Una pieza se mueve un espacio a lo largo de una de las líneas de la cuadrícula a cualquier intersección adyacente desocupada. Todas las piezas pueden avanzar o retroceder en cualquier momento. Solo se puede mover una pieza por turno o usarse para capturar.
4. Las piezas pueden capturar otras piezas saltando sobre ellas, de forma similar a las Damas. La pieza debe saltar sobre una sola pieza opuesta adyacente y aterrizar en un espacio desocupado en el lado exactamente opuesto de la pieza saltada desde su ubicación inicial. La pieza contraria saltada se retira del juego. Una pieza no puede saltar sobre dos piezas opuestas en un salto, ni puede saltar sobre una pieza de su propio color o saltar sobre una pieza en un espacio que esté ocupado (ya sea por ese jugador o su oponente). Una pieza puede realizar varios saltos en un turno, incluso cambiando de dirección de un salto al siguiente, siempre que se sigan las reglas anteriores.
4a. Como las reglas originales de Dablot Prejjesne no se conocen por completo, se desconoce si la captura era originalmente obligatoria. Sin embargo, en el juego moderno del juego, al igual que en otras variantes de draft, se requiere que un jugador que tenga una captura o una cadena de capturas disponibles realice la captura(s). Si el jugador tiene una opción con respecto a dos o más piezas que pueden usarse para capturar, o entre dos o más "caminos" para capturas múltiples por una sola pieza, el jugador puede elegir libremente qué pieza usar o qué secuencia de capturas realizar, pero no puede optar por no capturar si es posible.
5. Las piezas solo pueden capturar piezas opuestas de igual o menor rango. El Rey Sami y el Terrateniente son las piezas de mayor rango y tienen el mismo rango entre sí, por lo tanto, pueden capturarse entre sí y todas las demás piezas. El Príncipe Sami y el Hijo del Terrateniente son las segundas piezas mejor clasificadas y no pueden capturar al Rey Sami ni al terrateniente; sin embargo, pueden capturarse entre sí y las otras piezas inferiores. Los soldados y campesinos Sami son las piezas de menor rango. No pueden capturar al Rey Sami o al Príncipe Sami, ni al Terrateniente ni al Hijo del Terrateniente; sin embargo, pueden capturarse entre sí. Ésta es una diferencia principal entre Dablot y la mayoría de las otras variantes de borradores.
6. No hay promoción de piezas en este juego; un jugador no puede recuperar un Rey, Terrateniente, Príncipe o Hijo capturado, ni aumentar el número de estas piezas.

### Variaciones
Algunas variantes de este juego incluyen condiciones ganadoras adicionales que aceleran aún más el ritmo del juego, tales como:
- Atrapar todas las piezas opuestas restantes para que el oponente no pueda hacer un movimiento: esta es una condición ganadora secundaria común, lo que hace que el estancamiento sea una victoria para el jugador que lo fuerza, en lugar de un empate.
- Capturar al Rey o Terrateniente oponente: esto suele ser un golpe paralizante para un jugador en cualquier caso, ya que ya no puede ganar capturando todas las piezas de su oponente; solo puede hacerlo atrapando las fuerzas restantes de su oponente como se indicó anteriormente.
- Capturar tanto al Rey/Terrateniente opuesto como al Príncipe/Hijo: en este punto, en el conflicto que se modela en el juego, las fuerzas de menor rango probablemente se rendirían. Una vez más, todavía es posible, aunque más difícil, ganar después de perder tanto al Rey como al Príncipe, atrapando todas las piezas opuestas para forzar un punto muerto.